# (73858) 1996 XL3
(73858) 1996 XL3 – planetoida z pasa głównego asteroid okrążająca Słońce w ciągu 3,34 lat w średniej odległości 2,23 j.a. Odkryta 1 grudnia 1996 roku.